# Airliners.net
Airliners.net(에어라이너스.넷)은 1997년에 설립되어 현재 133만장이 넘는 방대한 항공기에 관한 사진들이 수록된 웹사이트이다. 토론, 뉴스 등 다른 서비스도 같이 제공하고 있다.
사진 업데이트에 대한 심사기준이 매우 까다로운 것이 특징이다.